# La silla eléctrica (programa de radio)
La silla eléctrica fue un programa de radio transmitido en vivo entre 2003 y 2006, en la frecuencia 99.1 FM de la Radiodifusora nacional de Colombia, con sede en Bogotá, hoy conocida como Radiónica. El programa se lanzó el 8 de marzo de 2003.
Durante años años, bajo la dirección de Andrés Ospina y Manuel Carreño el espacio gozó de popularidad dentro del círculo de aficionados a la radio alternativa en la capital colombiana. Contaba con llamadas al aire, secciones musicales y espacios de opinión a cargo de oyentes y presentadores.
La Silla eléctrica comenzó emitiéndose los sábados entre 10 y 12 AM, durante su primer año, y luego fue trasladada a la franja diaria de 6 a 8 PM, de lunes a viernes.
Caracterizada por el uso de un lenguaje poco común, humor negro y un conocimiento de la historia del país, con una dosis de ironía, La Silla Eléctrica atravesó varias etapas con distintas secciones, entre ellas Voces del pasado, Mundo guayigol, Solo en la cancha y El transbordador.
La última emisión del programa (el 20 de abril de 2006) contó con un especial de tres horas. Según sus realizadores en el comunicado oficial de su web: ´"ha llegado el momento de intentar otras formas de hacer otros aportes (o desastres) en nuestros medios".
Hoy La Silla Eléctrica sigue teniendo un espacio en Internet  en donde se publican artículos, y un foro, con más de 600 miembros que debatían sobre temas precarios y ¨guayigoladas¨ en referencia a una entrevista que le hicieron a la persona que hace el doblaje de Homero Simpson al idioma español.
- Datos: Q5965248